# Sophie Jackson
Sophie Jackson (Dumfries, 22 de julio de 1996) es una deportista británica que compite por Escocia en curling.
Ganó una medalla de bronce en el Campeonato Mundial de Curling Mixto de 2016 y dos medallas de bronce en el Campeonato Europeo de Curling, en los años 2022 y 2024.

## Palmarés internacional
| Representando a Escocia  |                    |                   |        |
| Campeonato Mundial Mixto |                    |                   |        |
| Año                      | Lugar              | Medalla           | Prueba |
| 2016                     | Kazán (Rusia)      | Medalla de bronce | Mixto  |
| Campeonato Europeo       |                    |                   |        |
| Año                      | Lugar              | Medalla           | Prueba |
| 2022                     | Östersund (Suecia) | Medalla de bronce | Equipo |
| 2024                     | Lohja (Finlandia)  | Medalla de bronce | Equipo |